# 1239 w polityce
Wydarzenia polityczne w 1239 roku.

## Wydarzenia
- Papież uznaje trwającą wyprawę króla Ferdynanda III Świętego[1] na Murcię za krucjatę.
- Mongołowie podbili Gruzję[2].

## Zmarli
- Hermann von Salza, wielki mistrz zakonu krzyżackiego[3].
- Hermann von Balk, krajowy mistrz krzyżacki, założyciel Elbląga[4].
- Władysław Odonic, polski książę[5].